# جانغ نيكول
جانغ نيكول (هانغل: 정용주) (من مواليد 7 أكتوبر 1991  في لوس أنجلوس، كاليفورنيا، الولايات المتحدة) هي مغنية كورية جنوبية بدأت مسيرتها الفنية عام 2007. وهي عضوة في فرقة كارا. وهي أيضا راقصة ومغنية راب. تجيد الغناء باليابانية والكورية والإنجليزية. كانت أحد الأعضاء الثابتين في برنامج heros عام 2010

## السيرة الذاتية
ولدت نيكول في 7 أكتوبر، 1991 في لوس انجليس، كاليفورنيا لأبوين كوريين. نيكول كانت مهتمة بالفنون البصرية والأدائية أثناء وجودها في المدرسة. شاركت في الكورال، ، وعزفت على الكمان لمدة 4 سنوات وأخذت دروس في الرقص. انضمت إلى شركة دي إس بي إنترتينمنت بعد أن أرسلت لهم شريط فيديو تغني فيه إحدى أغاني بلاك آيد بيز.

## روابط خارجية
- جانغ نيكول على موقع IMDb (الإنجليزية)
- جانغ نيكول على موقع ميوزك برينز (الإنجليزية)
- جانغ نيكول على موقع ديسكوغز (الإنجليزية)
- جانغ نيكول على موقع قاعدة بيانات الفيلم (الإنجليزية)
- جانغ نيكول على موقع كينوبويسك (الروسية)